# 安·米勒
安·米勒（Ann Miller 1923年4月12日—2004年1月22日），本名约翰尼·露西尔·科利尔（Johnnie Lucille Collier），是一名美国演员、歌手、舞蹈家，以在1940年代和50年代古典好莱坞电影音乐剧中的表现为后人铭记，1960年在好莱坞星光大道获得一星。

## 生平

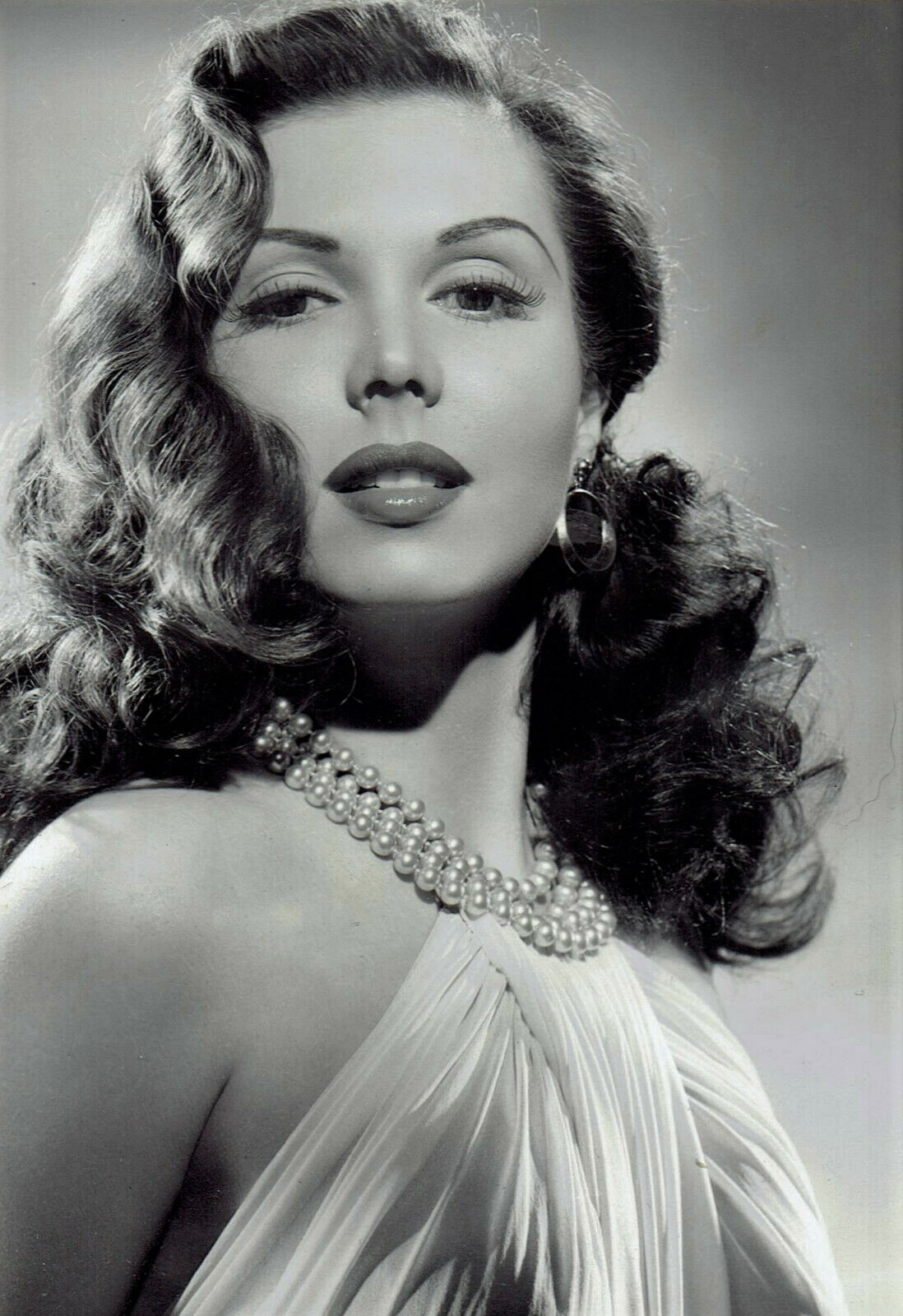
1946年摄

约翰尼·露西尔·科利尔出生于美国得克萨斯州希里诺，父亲约翰是一名刑事律师，她是家中唯一的孩子。9岁前，她在休斯顿生活，父母在此离婚，原因可能是父亲存在婚外情。她和母亲克拉拉移居洛杉矶。其母耳聋，找不到工作，她因此化名安·米勒，以表演舞蹈为生，偶像是艾琳诺尔·鲍威尔。
1936年，13岁的科利尔在旧金山的黑猫俱乐部（Black Cat Club）打工（当时谎报年龄为18岁），被露西尔·鲍尔和本尼·鲁宾发掘，因而得到RKO影业签约，签约时用的出生证明是她父亲伪造的，显示的也是18岁，名字为露西·安·科利尔（Lucy Ann Collier），由此进入电影界。1950年代后期她基本不再出演电影，而是活跃在百老汇和电视剧中。
2004年1月22日，她因肺癌离世，葬于卡尔弗城圣十字公墓。

## 奖项
| 年份 | 奖项     | 类别             | 作品         | 结果 | 参考文献 |
| ---- | -------- | ---------------- | ------------ | ---- | -------- |
| 1980 | 托尼奖   | 最佳音乐剧女演员 | 《甜心宝贝》 | 提名 | [ 7 ]    |
| 1980 | 戏剧桌奖 | 音乐剧卓越女演员 | 《甜心宝贝》 | 提名 | [ 7 ]    |

## 扩展阅读
- Miller, Ann, Miller's High Life. Doubleday, 1972. ISBN 0-385-03440-7.
- Oderman, Stuart, Talking to the Piano Player 2. BearManor Media, 2009. ISBN 1-59393-320-7.